# Port Hedland Town
Port Hedland är en kommun i regionen Pilbara i Western Australia i Australien. Kommunen, som är belägen cirka 1 300 kilometer norr om Perth, i regionen Pilbara, har en yta på 18 431 kvadratkilometer, och en folkmängd på 15 044 enligt 2011 års folkräkning. Till skillnad från de flesta kommuner i Western Australia benämns inte Port Hedland som Shire, utan som Town. Detta speglar det faktum att förutom något hundratal så bor alla kommunens invånare i staden Port Hedland och dess tvillingstad South Hedland, men till sina uppgifter och befogenheter är kommunen att jämställa med andra i Western Australia. 